# Луций Турций Апрониан
Луций Турций Апрониан (лат. Lucius Turcius Apronianus; в некоторых источниках — лат. Turgius) — государственный деятель Римской империи первой половины IV века, префект Рима в 339 году.
В 323 году, возможно, управлял провинцией Лукания и Бруттий. С 14 июля по 25 октября 339 года занимал должность префекта Рима (при императоре Константе).
Его отцом был Луций Турций Секунд (консул-суффект в неизвестный год), а сыновьями — Луций Турций Апрониан Астерий (префект Рима в 362—364) и Луций Турций Секунд Астерий (корректор Фламинии и Пицены). Он умер до 350 года.